# Saison 2010-2011 de l'USM Alger
Chronologie
Saison précédente Saison suivante
La saison 2010-2011 de l'USM Alger est la 33e saison du club en première division algérienne. En compétition pour la Ligue 1 et la Coupe d'Algérie, l'USMA frôle la relégation en championnat et ne se sauve qu'à la dernière journée, tandis qu'elle ne franchit pas le premier tour en coupe.

## Résumé de la saison
Il a été décidé par la Ligue de football professionnel et la Fédération algérienne de football de professionnaliser le championnat algérien de football, à partir de la saison 2010-2011 Ainsi tous les clubs de football algériens qui bénéficiaient jusqu'alors du statut de club semi-professionnel, acquerront le statut professionnel rendez-vous cette saison. le président de la Fédération algérienne de football, Mohamed Raouraoua, s'exprime depuis son investiture comme président de la fédération en professionnalisme, promettant un nouveau mode de management basé sur la rigueur et le sérieux, d'autant plus que le football a touché le fond ces dernières saisons, en raison à la gestion catastrophique des clubs qui ne pouvaient y aller Et accusaient un retard par rapport aux clubs des pays voisins qui ont fait des progrès extraordinaires, devenant des clubs professionnels à part entière, ce qui leur permettra d'agrandir leur continent africain.
Le 4 août 2010, l'USM Alger est devenu public en conjonction avec la professionnalisation de la ligue nationale. L'homme d'affaires algérien Ali Haddad est devenu l'actionnaire majoritaire après avoir investi 700 millions de dinars algériens pour acheter une participation de 83% dans le club afin de devenir le premier club professionnel en Algérie,. Le 27 octobre 2010, Haddad a remplacé Saïd Allik en tant que président et propriétaire du club. Allik était le président du club depuis 18 ans. La première saison de football professionnel en Algérie a été difficile pour l'USM Alger et est la pire depuis la saison 1999-2000, et Noureddine Saâdi a été démis de ses fonctions pour être remplacé par le Français Hervé Renard avec une clause dans son contrat lui permettant de partir s'il est sollicité par une sélection nationale. Al-Ittihad a beaucoup souffert et n'a remporté aucune victoire pendant près de 5 mois. et a attendu le dernier tour pour assurer sa survie après la victoire contre l'USM Annaba.

## Transferts
| Date        | Nom                  | Poste     | Transfert                     | Provenance/Destination | Source |
| ----------- | -------------------- | --------- | ----------------------------- | ---------------------- | ------ |
| Arrivées    |                      |           |                               |                        |        |
| 13 juin     | Abdelmalek Merbah    | Défenseur | Transfert gratuit             | NARB Réghaïa           | [ 9 ]  |
| 17 juin     | Hamza Heriat         | Milieu    | Transfert gratuit             | US Biskra              | [ 10 ] |
| 1 juillet   | Farouk Chafaï        | Défenseur | Premier contrat professionnel | MC Alger rés.          |        |
| 1 juillet   | Ilès Ziane Cherif    | Défenseur | Transfert gratuit             | ASO Chlef              |        |
| 28 décembre | Amadou Diamouténé    | Milieu    | Transfert gratuit             | Stade malien           | [ 11 ] |
| 28 décembre | Abdoulaye Maïga      | Défenseur | Transfert gratuit             | Stade malien           | [ 11 ] |
| 12 janvier  | Hichem Benmeghit     | Attaquant | Transfert gratuit             | ES Mostaganem          | [ 12 ] |
| 20 janvier  | Ali Boulebda         | Attaquant | Transfert gratuit             | US Créteil             | [ 13 ] |
| 20 janvier  | Saâd Ichalalène      | Attaquant | Transfert gratuit             | Nîmes Olympique        | [ 13 ] |
| Départs     |                      |           |                               |                        |        |
| 8 juin      | Mohamed Amine Zidane | Défenseur | Transfert gratuit             | MC Oran                | [ 14 ] |
| 8 juin      | Nadjib Ghoul         | Gardien   | Transfert gratuit             | CR Belouizdad          | [ 14 ] |
| 8 juin      | Tarek Hammoum        | Milieu    | Transfert gratuit             | USM El Harrach         | [ 14 ] |
| 1 juillet   | Ali Rial             | Défenseur | Transfert gratuit             | JS Kabylie             |        |
| 1 juillet   | Billel Dziri         | Milieu    | Retraite                      |                        |        |

## Compétitions
| Neuvième place 38 points | 1/32 de finale éliminé par le MC Saïda 0-0 (2-4tab) |
| 9 V 11 N 10 D            | 0 V 1 N 0 D                                         |
| TOTAL : 9 V 12 N 10 D    |                                                     |

### Championnat d'Algérie
| Date               | J  | Adversaire            | Lieu | Résultat | Buteurs pour l'USMA                |
| 25 septembre 2010  | 1  | ES Sétif              | Dom. | 1 - 2    | Daham 4e                           |
| 2 octobre 2010     | 2  | MC Saïda              | Dom. | 2 - 2    | Daham 38e, Ghazi 66e (pen.)        |
| 15 octobre 2010    | 3  | WA Tlemcen            | Ext. | 1 - 2    | Achiou 65e, Daham 68e              |
| 23 octobre 2010    | 4  | JSM Béjaïa            | Dom. | 2 - 3    | Ghazi 17e, Daham 56e               |
| 26 octobre 2010    | 5  | USM El Harrach        | Ext. | 0 - 0    | -                                  |
| 30 octobre 2010    | 6  | USM Blida             | Dom. | 3 - 1    | Tatem 37e, Daham 45e, Ouznadji 80e |
| 13 novembre 2010   | 8  | MC El Eulma           | Dom. | 2 - 0    | Aouamri 70e 80e                    |
| 27 novembre 2010   | 9  | MC Oran               | Ext. | 1 - 0    | -                                  |
| 30 novembre 2010 * | 7  | MC Alger              | Ext. | 0 - 0    | -                                  |
| 3 décembre 2010    | 10 | AS Khroub             | Dom. | 1 - 0    | Hamidi 32e                         |
| 10 décembre 2010   | 11 | CA Bordj Bou Arreridj | Ext. | 2 - 1    | Ouznadji 9e                        |
| 25 décembre 2010   | 13 | JS Kabylie            | Ext. | 1 - 0    | -                                  |
| 4 janvier 2011 *   | 12 | CR Belouizdad         | Dom. | 0 - 0    | -                                  |
| 26 février 2011    | 15 | USM Annaba            | Ext. | 1 - 0    | -                                  |
| 8 mars 2011 *      | 14 | ASO Chlef             | Dom. | 0 - 0    | -                                  |
| 29 mars 2011       | 17 | MC Saïda              | Ext. | 1 - 1    | Boulebda 84e                       |
| 1er avril 2011     | 18 | WA Tlemcen            | Dom. | 0 - 0    | -                                  |
| 15 avril 2011      | 19 | JSM Béjaïa            | Ext. | 3 - 2    | Daham 59e 77e                      |
| 25 avril 2011      | 20 | USM El Harrach        | Dom. | 0 - 0    | -                                  |
| 30 avril 2011 *    | 16 | ES Sétif              | Ext. | 2 - 0    | -                                  |
| 7 mai 2011         | 21 | USM Blida             | Ext. | 0 - 1    | Daham 49e                          |
| 14 mai 2011        | 22 | MC Alger              | Dom. | 1 - 2    | Meklouche 59e                      |
| 21 mai 2011        | 23 | MC El Eulma           | Ext. | 1 - 1    | Aouamri 11e                        |
| 27 mai 2011        | 24 | MC Oran               | Dom. | 2 - 0    | Ouznadji 33e, Aouamri 44e          |
| 31 mai 2011        | 25 | AS Khroub             | Ext. | 0 - 0    | -                                  |
| 11 juin 2011       | 26 | CA Bordj Bou Arreridj | Dom. | 2 - 1    | Khoualed 23e, Daham 28e            |
| 25 juin 2011       | 27 | CR Belouizdad         | Ext. | 0 - 0    | -                                  |
| 28 juin 2011       | 28 | JS Kabylie            | Dom. | 3 - 1    | Ouznadji 11e 12e, Meklouche 84e    |
| 1er juillet 2011   | 29 | ASO Chlef             | Ext. | 3 - 2    | Daham 39e 90e                      |
| 8 juillet 2011     | 30 | USM Annaba            | Dom. | 3 - 0    | Cheklam 30e, Meklouche 38e 57e     |

(*) : Match(s) ayant été reporté(s)

#### Classement final
| Rang | Équipe                | Pts | J  | G  | N  | P  | Bp | Bc | Diff |
| ---- | --------------------- | --- | -- | -- | -- | -- | -- | -- | ---- |
| 1    | ASO Chlef             | 63  | 30 | 19 | 6  | 5  | 51 | 20 | +31  |
| 2    | JSM Béjaïa            | 50  | 30 | 14 | 8  | 8  | 47 | 32 | +15  |
| 3    | ES Sétif              | 47  | 30 | 12 | 11 | 7  | 43 | 31 | +12  |
| 4    | USM El Harrach        | 46  | 30 | 12 | 10 | 8  | 36 | 31 | +5   |
| 5    | CR Belouizdad         | 45  | 30 | 12 | 9  | 9  | 33 | 26 | +7   |
| 6    | MC Saïda P            | 42  | 30 | 11 | 9  | 10 | 33 | 35 | -2   |
| 7    | MC Oran               | 41  | 30 | 11 | 8  | 11 | 26 | 27 | -1   |
| 8    | AS Khroub             | 39  | 30 | 10 | 9  | 11 | 30 | 36 | -6   |
| 9    | USM Alger             | 38  | 30 | 9  | 11 | 10 | 32 | 28 | +4   |
| 10   | MC Alger T            | 37  | 30 | 8  | 13 | 9  | 30 | 28 | +2   |
| 11   | JS Kabylie C          | 37  | 30 | 10 | 7  | 13 | 26 | 37 | -11  |
| 12   | WA Tlemcen            | 37  | 30 | 10 | 7  | 13 | 35 | 36 | -1   |
| 13   | MC El Eulma           | 36  | 30 | 9  | 9  | 12 | 32 | 40 | -8   |
| 14   | USM Annaba            | 36  | 30 | 10 | 6  | 14 | 23 | 34 | -11  |
| 15   | CA Bordj Bou Arreridj | 29  | 30 | 8  | 5  | 17 | 21 | 46 | -25  |
| 16   | USM Blida             | 29  | 30 | 7  | 8  | 15 | 16 | 30 | -14  |

Qualifications africaines
- Tour préliminaire de la Ligue des champions 2012
- Premier tour de la Coupe de la confédération 2012
- Tour préliminaire de la Coupe de la confédération 2012

Relégation
- Relégation en Ligue 2

Abréviations
T : Tenant du titre

C : Vainqueur de la Coupe d'Algérie 2010-2011

P : Promu de Division 2 2009-2010

#### Évolution du classement et des résultats
| Rang     | 11 | 14 | 10 | 10 | 12 | 8 | 10 | 7 | 10 | 9 | 9 | 8 | 10 | 9 | 10 | 13 | 12 | 13 | 14 | 14 | 12 | 13 | 13 | 12 | 12 | 10 | 11 | 9 | 12 | 9 | 0 |   |   |
| Résultat | D  | N  | G  | D  | N  | G | N  | G | D  | G | D | N | D  | N | D  | D  | N  | N  | D  | N  | G  | D  | N  | G  | N  | G  | N  | G | D  | G | — | — | — |

## Statistiques

### Statistiques collectives
| Compétition     | Débute au tour | Termine        | Matches joués | Gagnés | Nuls | Perdus | Buts pour | Buts contre | Différence |
| --------------- | -------------- | -------------- | ------------- | ------ | ---- | ------ | --------- | ----------- | ---------- |
| Coupe d'Algérie | 1/32 de finale | 1/32 de finale | 1             | 0      | 1    | 0      | 0         | 0           | +0         |
| Ligue 1         | -              | Neuvième place | 30            | 9      | 11   | 10     | 32        | 28          | +4         |
| Total           | -              | -              | 31            | 9      | 12   | 10     | 32        | 28          | +4         |

### Statistiques individuelles
(Mis à jour le 8 juillet 2011)
| Numéro | Nat. | Nom         | Championnat | Championnat | Championnat | Championnat  | Coupe d’Algérie | Coupe d’Algérie | Coupe d’Algérie | Coupe d’Algérie | Total | Total       | Total  | Total        |
| Numéro | Nat. | Nom         | M.j.        | But inscrit | Averti      | Carton rouge | M.j.            | But inscrit     | Averti          | Carton rouge    | M.j.  | But inscrit | Averti | Carton rouge |
| ------ | ---- | ----------- | ----------- | ----------- | ----------- | ------------ | --------------- | --------------- | --------------- | --------------- | ----- | ----------- | ------ | ------------ |
| 1      |      | Abdouni     | 21          | -0          | 1           | 0            | 1               | -0              | 0               | 0               | 22    | -0          | 1      | 0            |
| 16     |      | Mansouri    | 8           | -0          | 0           | 0            | 0               | -0              | 0               | 0               | 8     | -0          | 0      | 0            |
| 18     |      | Mazouzi     | 1           | -0          | 0           | 0            | 0               | -0              | 0               | 0               | 1     | -0          | 0      | 0            |
|        |      |             |             |             |             |              |                 |                 |                 |                 |       |             |        |              |
| 3      |      | Chafaï      | 18          | 0           | 1           | 0            | 1               | 0               | 0               | 0               | 19    | 0           | 1      | 0            |
| 17     |      | Benayada    | 16          | 0           | 0           | 0            | 1               | 0               | 0               | 0               | 17    | 0           | 0      | 0            |
| 21     |      | Aouamri     | 27          | 4           | 5           | 0            | 0               | 0               | 0               | 0               | 27    | 4           | 5      | 0            |
| 21     |      | Ammoura     | 5           | 0           | 2           | 0            | 1               | 0               | 1               | 0               | 6     | 0           | 3      | 0            |
| 30     |      | Cheklam     | 21          | 1           | 4           | 0            | 0               | 0               | 0               | 0               | 21    | 1           | 4      | 0            |
| 32     |      | Diamouténé  | 6           | 0           | 1           | 0            | 0               | 0               | 0               | 0               | 6     | 0           | 1      | 0            |
| 35     |      | Maïga       | 9           | 0           | 1           | 0            | 0               | 0               | 0               | 0               | 9     | 0           | 1      | 0            |
| 36     |      | Ichalalène  | 4           | 0           | 1           | 0            | 0               | 0               | 0               | 0               | 4     | 0           | 1      | 0            |
| 20     |      | Khoualed    | 26          | 1           | 4           | 1            | 1               | 0               | 0               | 0               | 27    | 1           | 4      | 1            |
|        |      | Cherif      | 3           | 0           | 0           | 0            | 0               | 0               | 0               | 0               | 3     | 0           | 0      | 0            |
|        |      | Saïdoune    | 1           | 0           | 0           | 0            | 0               | 0               | 0               | 0               | 1     | 0           | 0      | 0            |
|        |      | Rabhi       | 9           | 0           | 1           | 0            | 0               | 0               | 0               | 0               | 9     | 0           | 1      | 0            |
|        |      |             |             |             |             |              |                 |                 |                 |                 |       |             |        |              |
| 6      |      | Ghazi       | 29          | 2           | 4           | 0            | 1               | 0               | 0               | 0               | 30    | 2           | 4      | 0            |
| 10     |      | Achiou      | 28          | 1           | 2           | 0            | 1               | 0               | 1               | 0               | 29    | 1           | 3      | 0            |
| 11     |      | Sayah       | 19          | 0           | 1           | 0            | 1               | 0               | 0               | 0               | 20    | 0           | 1      | 0            |
| 22     |      | Aït Ouamar  | 20          | 0           | 3           | 0            | 1               | 0               | 0               | 0               | 21    | 0           | 3      | 0            |
| 24     |      | Heriat      | 15          | 0           | 3           | 0            | 1               | 0               | 0               | 0               | 16    | 0           | 3      | 0            |
|        |      | M.Benaldjia | 19          | 0           | 2           | 0            | 1               | 0               | 1               | 0               | 20    | 0           | 3      | 0            |
|        |      | Habbache    | 1           | 0           | 1           | 0            | 0               | 0               | 0               | 0               | 1     | 0           | 1      | 0            |
|        |      | Rebika      | 1           | 0           | 0           | 0            | 0               | 0               | 0               | 0               | 1     | 0           | 0      | 0            |
|        |      | Frioui      | 4           | 0           | 0           | 0            | 0               | 0               | 0               | 0               | 4     | 0           | 0      | 0            |
|        |      |             |             |             |             |              |                 |                 |                 |                 |       |             |        |              |
| 7      |      | Ouznadji    | 21          | 5           | 3           | 1            | 1               | 0               | 0               | 0               | 22    | 5           | 3      | 1            |
| 9      |      | Daham       | 21          | 11          | 3           | 0            | 0               | 0               | 0               | 0               | 21    | 11          | 3      | 0            |
| 19     |      | Meklouche   | 19          | 4           | 3           | 1            | 0               | 0               | 0               | 0               | 19    | 4           | 3      | 1            |
| 23     |      | Hamidi      | 12          | 1           | 2           | 0            | 1               | 0               | 0               | 0               | 13    | 1           | 2      | 0            |
| 28     |      | Tatem       | 8           | 1           | 0           | 0            | 1               | 0               | 0               | 0               | 9     | 1           | 0      | 0            |
| 33     |      | Benmeghit   | 7           | 0           | 1           | 0            | 0               | 0               | 0               | 0               | 7     | 0           | 1      | 0            |
| 34     |      | Boulebda    | 9           | 1           | 1           | 0            | 0               | 0               | 0               | 0               | 9     | 1           | 1      | 0            |
|        |      | Annani      | 1           | 0           | 0           | 0            | 0               | 0               | 0               | 0               | 1     | 0           | 0      | 0            |
|        |      | Ait Tahar   | 6           | 0           | 0           | 0            | 0               | 0               | 0               | 0               | 6     | 0           | 0      | 0            |

### Statistiques des buteurs
|        | Buteur               | Ligue 1 | Coupe d'Algérie | Total | Min | MJ |
| ------ | -------------------- | ------- | --------------- | ----- | --- | -- |
| TOTAL1 | TOTAL1               | 32      | 0               | 32    | 0   | 31 |
| 1      | Noureddine Daham     | 11      | 0               | 11    | -   | -  |
| 2      | Nouri Ouznadji       | 5       | 0               | 5     | -   | -  |
| 3      | Mouaouya Meklouche   | 4       | 0               | 4     | -   | -  |
| 4      | Mohamed Aouamri      | 4       | 0               | 4     | -   | -  |
| 5      | Karim Ghazi          | 2       | 0               | 2     | -   | -  |
| 6      | Ismaïl Tatem         | 1       | 0               | 1     | -   | -  |
| 7      | Ali Boulebda         | 1       | 0               | 1     | -   | -  |
| 8      | Cheikh Hamidi        | 1       | 0               | 1     | -   | -  |
| 9      | Farid Cheklam        | 1       | 0               | 1     | -   | -  |
| 10     | Nacereddine Khoualed | 1       | 0               | 1     | -   | -  |
| 11     | Hocine Achiou        | 0       | 0               | 0     | -   | -  |

1. Total des buts dans le jeu, hors c-s-c.